# Helen Marnie
Helen Marnie (Glasgow, 21 de fevereiro de 1978) é uma cantora escocesa, conhecida também como a vocalista, tecladista e compositora da banda de música eletrônica Ladytron. Em 2012, ela começou uma carreira solo como Marnie e lançou seu primeiro álbum solo Crystal World em 11 de junho de 2013.

## Biografia
Helen Marnie nasceu em 1978, em Glasgow, na Escócia e cresceu na mesma cidade. Ela é uma pianista de formação clássica. Marnie estudou piano na Royal Academy of Music and Drama, em Glasgow. Ela abandonou a universidade em Glasgow antes de ir para estudar música na Universidade de Liverpool, onde recebeu em 1999 um bacharelado em música pop.
No verão de 1999, os produtores de Liverpool e DJs Daniel Hunt e Reuben Wu se reuniram com as estudantes Helen Marnie (através de vários shows de DJ) e Mira Aroyo (através de um amigo em comum). Compartilhando interesses semelhantes na música, eles formaram a banda eletrônica Ladytron no mesmo ano. Desde então, Marnie se apresenta como a vocalista da banda e também toca sintetizadores e contribui para a composição.
Em 24 de maio de 2012, seu companheiro de banda Ladytron Daniel Hunt anunciou que iria produzir o álbum solo de Marnie na Islândia em agosto de 2012.
Em 16 de setembro de 2012, Marnie criou uma conta no Pledgemusic para ajudar a financiar a produção de seu álbum. O álbum foi produzido em 2012, em Reykjavik, Islândia por seu colega Daniel Hunt, em colaboração com o músico islandês Bardi Jóhannsson.
Quanto seu álbum, Marnie disse que queria "criar um álbum eletrônico com mais de um elemento pop e vocais imaculadas".
Marnie lançou primeiro vídeo musical solo no dia 30 de abril, em Glasgow com um grupo de amigos. Em 16 de maio de 2013, ela anunciou a capa e o título do álbum: Crystal World. Em 29 de maio de 2013, Marnie estreou em sua conta oficial do Youtube o videoclipe dirigido por Michael Sherrington para seu single de estréia como artista solo, "The Hunter".
Após alguns atrasos, Marnie lançou seu primeiro álbum Crystal World em 11 de junho de 2013. Após Pledgemusic cópias da versão CD foram entregues em julho de 2013, Crystal World foi emitido para lojas por Les Disques Du Crépuscule em agosto de 2013.
Marnie lançará na Record Store Day, em abril de 2014, um vinil de 12 polegadas com a edição limitada do single "The Hunter Remix". O single foi limitado a 500 cópias em vinil transparente.

## Inspirações Musicais
Helen Marnie cresceu com músicas pop como Whitney Houston, Belinda Carlisle, Michael Jackson, Madonna, The Bangles, Carly Simon e ABBA.
Ela alegou ter como influências musicais Kate Bush, Maria Callas e Joni Mitchell. Ela também já mencionou artistas como Bat for Lashes, MGMT, Fairport Convention, Serge Gainsbourg, Grimes e Chvrches como seus favoritos.

## Vida Pessoal
Helen Marnie se casou em 2011. Perto do final de 2012, ela se mudou de volta para Glasgow, depois de ter vivido em Londres por mais de uma década.
Quanto aos rumores sobre ser modelo, Marnie disse em uma entrevista a Rolling Stone: "Eu não estou realmente certa de onde as informações sobre ser modelo vieram, talvez algo foi mencionado em um comunicado de imprensa muito cedo. Eu realmente nunca fui muito adequada para a passarela. Eu só fiz algumas partes, juntamente com um par de pós-graduação como um favor para amigos. Até porque eu tenho, afinal de contas, apenas 5'6" [168 cm]. Muito pequena para ser uma modelo. Além disso, eu tenho o olhar meio estranho, não nesse modelo de forma alienígena cobiçada. Apenas de uma maneira muito estranha!"

## Instrumentos
Durante shows do Ladytron, Helen Marnie canta e ocasionalmente toca um sintetizador. Ela já tocou os seguintes instrumentos para a banda:
Korg M500 Micro-Preset (604 tour);
Roland Juno 6 (Light & Magic tour);
Korg MS-2000B (Witching Hour tour);
Roland Juno-G (primeira parte do Velocifero tour);
Korg Delta (Velocifero, Best of 00-10 e Gravity the Seducer tours).
Na primeira parte da turnê Witching Hour, Ladytron usou nomes para identificar seus quatro Korg MS-2000B idênticos para facilitar a instalação no palco. O teclado MS-2000B de Helen recebeu o nome de Cleópatra.

## Discografia

### Ladytron
Álbuns de Estúdio
- 604_(álbum) (2001)
- Light & Magic (2002)
- Witching Hour (2005)
- Velocifero (2008)
- Gravity the Seducer (2011)

### Marnie
Álbuns de Estúdio
- Crystal World (2013)

Singles
- "The Hunter" (2013)
- "The Hunter Remixed" (2014)

Vídeos Musicais
- "The Hunter" (2013)